# Klasa okręgowa (grupa katowicka IV)
Klasa okręgowa (grupa Katowice IV) – istniejąca do sezonu 2018/2019 grupa klasy okręgowej piłki nożnej mężczyzn w Polsce. W ostatnim okresie działalności była jedną z sześciu grup tej klasy na terenie województwa śląskiego, stanowiąc szósty szczebel rozgrywkowy (między IV ligą a klasą A) systemu ligowego. Zmagania w jej ramach toczyły się cyklicznie systemem kołowym. Zwycięzcy grup uzyskiwali awans do IV ligi polskiej grupy śląskiej, zaś najsłabsze zespoły relegowane były do poszczególnych grup klas A. Organizatorem rozgrywek był  działający w imieniu Polskiego Związku Piłki Nożnej – Śląski Związek Piłki Nożnej.
Na przestrzeni lat w ramach tejże grupy rywalizowały zespoły z podokręgu Bytom, Zabrze (do sezonu 2013/2014), Sosnowiec (od sezonu 2014/2015 do 2018/2019) oraz sporadycznie innych.
Po sezonie 2018/2019 przeprowadzono reorganizację klas okręgowych na terenie województwa śląskiego, w wyniku czego sześć dotychczasowych grup (jedna grupa częstochowska, cztery grupy katowickie, jedna grupa bielsko-bialska) zastąpiono sześcioma klasami okręgowymi według następującego podziału na podokręgi:
- grupa 1 (Bytom - Zabrze),
- grupa 2 (Częstochowa - Lubliniec),
- grupa 3 (Racibórz - Rybnik),
- grupa 4 (Katowice - Sosnowiec),
- grupa 5 (Bielsko-Biała - Tychy),
- grupa 6 (Skoczów - Żywiec).

Od sezonu 2019/2020 klasy okręgowe zarządzane bezpośrednio są nie przez Śląski Związek Piłki Nożnej tylko naprzemiennie przez odpowiednie podokręgi.

## Zwycięzcy grupy
| Sezon     | Zwycięzca grupy        | Źródło |
| --------- | ---------------------- | ------ |
| 2018/2019 | Drama Zbrosławice      | [ 2 ]  |
| 2017/2018 | Unia Dąbrowa Górnicza  | [ 3 ]  |
| 2016/2017 | Śląsk Świętochłowice   | [ 4 ]  |
| 2015/2016 | Warta Zawiercie        | [ 5 ]  |
| 2014/2015 | Przemsza Siewierz      | [ 6 ]  |
| 2013/2014 | Fortuna Gliwice        | [ 7 ]  |
| 2012/2013 | Górnik II Zabrze       | [ 8 ]  |
| 2011/2012 | Jedność 32 Przyszowice | [ 9 ]  |
| 2010/2011 | Szombierki Bytom       | [ 10 ] |
| 2009/2010 | Carbo Gliwice          | [ 11 ] |
| 2008/2009 | Przyszłość Ciochowice  | [ 12 ] |
| 2007/2008 | MOSiR Sparta Zabrze    | [ 13 ] |
| 2006/2007 | Wawel Wirek            | [ 14 ] |
| 2005/2006 | Gazobudowa Zabrze      | [ 15 ] |
| 2004/2005 | ŁTS Łabędy             | [ 16 ] |
| 2003/2004 | Rozbark Bytom          | [ 17 ] |
| 2002/2003 | Slavia Ruda Śląska     | [ 18 ] |
| 2001/2002 | Naprzód Rydułtowy      | [ 19 ] |
| 2000/2001 | Urania Ruda Śląska     | [ 20 ] |
| 1999/2000 | Piast Gliwice          | [ 21 ] |
| 1998/1999 | Peberow Krzanowice     | [ 22 ] |